# کالیوپه ۲۲

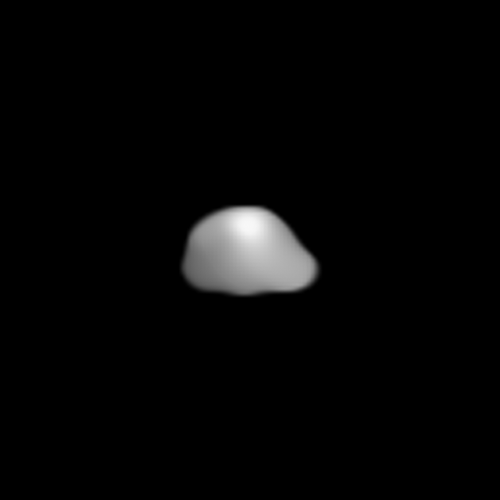
مدل سه‌بُعدی سیارک کالیوپه ۲۲ بر اساس منحنی نور آن

سیارک ۲۲ (به انگلیسی: 22 Kalliope) بیست و دومین سیارک کشف شده‌است که در ۱۶ نوامبر ۱۸۵۲ و در لندن کشف شد.
قدر مطلق سیارک برابر ۶٫۴۵ است.